# Abu-l-Abbàs Àhmad III
Abu-l-Abbàs Àhmad III fou emir hàfsida de Constantina i després de Constantina i Bugia, i finament de tots els dominis hàfsides amb capital a Tunis del 1370 al 1394. Era fill d'Abu-Abd-Allah Muhàmmad, el qual era fill d'Abu-Yahya Abu-Bakr II ibn Yahya.
Vers el 1350 es va fer independent a Constantina, i del 1351 al 1356 va fer la guerra a la branca de Tunis. Fou expulsat pels marínides el 1356 però la va recuperar el 1357.
El 1366 va arrabassar Bugia al seu cosí Abu-Abd-Al·lah ibn Abi-Zakariyyà (que era fill d'Abu-Zakariyyà Yahya, un altre fill de Abu-Yahya Abu-Bakr II ibn Yahya).
El 1370 es va apoderar amb facilitat de Tunis. Les seves primeres mesures es van dirigir a posar fi a la rebel·lia dels beduïns (1371) i a alleujar les càrregues dels sedentaris.
Entre 1371 i 1381, pas a pas, va recuperar el sud i sud-est d'Ifríqiya, i finalment va conquerir la regió del Zab. Després de 1381 la seva obra fou de consolidació i de vigilància a les terres del sud per evitar el restabliment dels emirats locals. A causa de la rivalitat entre marínides i abdalwadites, i a les lluites internes d'aquests, el seu flanc occidental va romandre tranquil.
Les pirateries des de territori hàfsida a estats cristians van ser un conflicte permanent en les seves relacions exteriors amb aquests estats. El 1383 els catalans li van arrabassar Gerba però el 20 de juliol de 1390 Mahdia fou atacada pels genovesos amb suport de cavallers francesos i anglesos i sota la direcció de Lluís II de Borbó, en un atac massiu que va durar fins al 20 de setembre de 1390, i la ciutat va resistir l'atac encara que va haver de pagar un tribut per obtenir l'aixecament del setge. L'arrogància dels pirates va augmentar des de llavors, però les relacions amb els estats italians van millorar. El 1392 els catalans van perdre Gerba.
Va morir el 1394 i el va succeir el seu fill Abu-Faris Abd-al-Aziz ibn Ahmad.